# Billie Carleton
Pour les articles homonymes, voir Carleton.
Billie Carleton (4 septembre 1896 - 28 novembre 1918) est une actrice de Comédie musicale edwardienne (en) anglaise durant la Première Guerre mondiale. Elle commence sa carrière sur scène à 15 ans et joue des rôles dans le West End à 18 ans. Elle apparaît dans la comédie musicale à succès The Boy (comédie musicale) (en) (1917), et obtient un rôle principal dans The Freedom of the Seas en 1918. À l'âge de 22 ans, elle est retrouvée morte, supposément d'une overdose de drogue. 

## Biographie
Née Florence Leonora Stewart à Bloomsbury, Londres, fille de la chanteuse Margaret Stewart et de père inconnu, Carleton est élevée par sa tante, Catherine Joliffe. Carleton quitte la maison à 15 ans pour travailler sur scène et connait son premier succès lorsque l’imprésario Charles B. Cochran (en) lui donne un rôle dans sa revue de 1914 Watch your Step. Selon Cochran, malgré une voix faible, Carleton a une bonne présence sur scène et sa beauté délicate séduisait le public. Quand il est informé pendant le spectacle que Carleton assiste à des soirées durant lesquelles il est consommé de l'opium, Cochran la renvoie. Il lui  donne une autre chance en 1917, quand elle reprend le rôle principal de Gertie Millar (en) dans son spectacle Houp La! (en). Elle ne provoque pas d'impression remarquable dans ce rôle qu’elle débute une semaine seulement avant la fin du spectacle. 
Carleton joue pour André Charlot dans une autre revue, Some More Samples!.  Bien que les critiques notent à nouveau sa voix faible, elle connait plus de succès dans ce style et est engagée pour le rôle de Joy Chatterton, garçonne de la farce musicale à succès The Boy lors de son ouverture au théâtre Adelphi en août 1917. En mai 1918, elle apparaît dans Fair and Warmer, jouant cette fois-ci une servante garçonne de Fay Compton. Puis, en août, elle interprète le rôle principal de Phyllis Harcourt dans The Freedom of the Seas au Théâtre Royal Haymarket, devenant brièvement la plus jeune femme tenant un rôle principal à West End. 

## Mort et scandale
Le 27 novembre 1918, après avoir joué, elle quitte le théâtre et, vêtue d'une tenue considérée audacieuse et diaphane conçue par son ami Reginald de Veulle (en), assiste au bal de la victoire au Royal Albert Hall. C’est l’un des nombreux événements de ce type organisés pour commémorer la fin récente de la guerre. Il est placé sous le patronage d’un grand nombre de dames aristocratiques et c’est une fête particulièrement longue et magnifique, qui dure jusqu’au petit matin. Le lendemain, la femme de chambre de Carleton la trouve morte dans son lit dans sa suite de l'hôtel Savoy,. 
L'enquête du coroner révèle que Billie Carleton est morte d'une overdose de cocaïne « que Reginald de Veulle lui a fournie illégalement et par négligence ». De Veulle est inculpé d'homicide involontaire et de complot en vue de fournir une drogue prohibée en vertu du règlement 40b de la loi sur le Defence of the Realm Act 1914 (en), adoptée en 1916 et rendant pour la première fois en Grande-Bretagne illégale la possession de cocaïne et d'opium,.  Le procès se déroule sous la supervision du Arthur Salter (juge) (en), avec Sir Richard Muir comme procureur. De Veulle est acquitté pour le premier chef d'inculpation, mais plaide coupable pour le second et est condamné à huit mois de prison,. 
Les procès-verbaux du procès révèle des détails sur la vie privée de Carleton et celle de ses amis, en particulier De Veulle, qui est déjà impliqué dans un chantage homosexuel et pour s'être vêtu de vêtements de femmes,.  Bien que le milieu dans lequel elle a déménagé soit stigmatisé comme étant immoral et sordide et qu'elle ait été la maîtresse d'un homme âgé de vingt ans de plus qu'elle, Carleton elle-même est considérée en grande partie comme une victime innocente. 
Ada Song Ping You est une Écossaise qui a épousé un Chinois (Song Ping You), qui lui a appris à utiliser l'opium. Après la mort de Carleton, You est condamnée à cinq mois de prison avec travaux forcés pour avoir préparé de l'opium à fumer et en avoir fourni à Carleton. L'auteur Marek Kohn affirme toutefois que Carleton n'est pas morte de cocaïne, mais de médicaments légaux pris pour contrer les effets de gueule de bois liés à la cocaïne,. 

## Dans l'art et la littérature
Noël Coward, qui a connu Carleton et de Veulle, a indiqué que son histoire est la source de sa première pièce à succès, The Vortex,.  Dans le roman Dope de Sax Rohmer, le personnage de Rita Dresden est basé sur Carleton. 

## Voir également
- Brilliant Chang (en)